# Lisianthius silenifolius
Lisianthius silenifolius là một loài thực vật có hoa trong họ Long đởm. Loài này được (Griseb.) Urb. mô tả khoa học đầu tiên năm 1902.